# اچ‌ام‌اس جانوس (اف۵۳)
اچ‌ام‌اس جانوس (اف۵۳) (به انگلیسی: HMS Janus (F53)) یک کشتی بود که طول آن 108.7m بود. این کشتی در سال ۱۹۳۸ ساخته شد.